# Llibre d'hores de Boucicaut

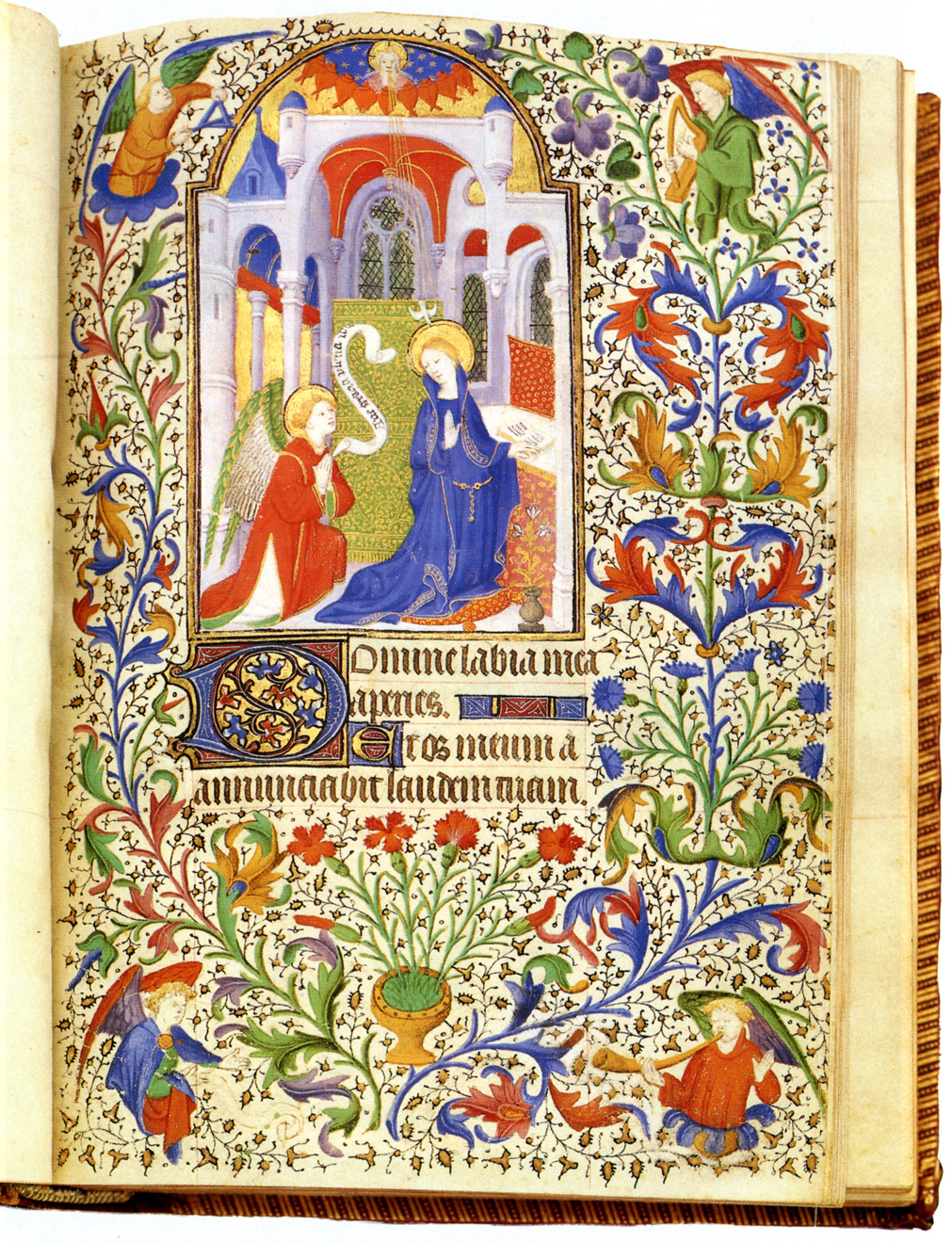
La imatge en que s'inspirà Van Eyck per a crear la seva Anunciació

El Llibre d'hores de Boucicaut és un llibre de miniatures il·luminades gòtiques fet per encàrrec del mariscal Boucicaut entre 1410 i 1415 a França. Es desconeix el nom real de l'autor, i tota l'obra atribuïda a aquest artista s'ha classificat sota el nom de "mestre de Boucicaut". Actualment es troba al Museu Jacquemart-André de París.
Destaca la importància que l'autor donà a la perspectiva i especialment a la profunditat dels paisatges, una característica totalment nova a França. L'autor introdueix la perspectiva aèria dins d'uns paisatges amples i oberts.
L'encàrrec del mariscal Jean II Le Meingre, conegut com el Boucicaut (1365-1421), és un llibre d'oracions amb una estructura molt personalitzada. Així, el sufragi dels sants està col·locat abans de l'hora de la verge. Sant Leonard, patró dels presoners, es mostra entre dos captius "tots nus llevat els seus tapalls". Al full que reprodueix la imatge del mariscal, s'observa de forma abundant, quasi intrusiva, el seu escut d'armes i el lema "ce que vous voudre", basat en les paraules de Crist al Getsemaní "que no es faci el que vull, sinó el que vos voleu"［Mt 14:36］

## Autor
El Mestre de Boucicaut o Mestre del mariscal Boucicaut fou un il·luminador francès actiu en el primer quart del segle xv, en particular entre 1405 i 1420. Va treballar per a la cort borbonyona amb el duc Felip II de Borgonya.
Alguns l'identifiquen a Jacques Coene (actiu entre 1398 i 1404), un membre del seguici del mariscal, qui va viatjar per Italià on podria haver adquirit els seus coneixements de perspectiva, i que va arribar a ser director del taller del Duomo de Milà en el primer decenni del Quattrocento.
El seu paper va ser important per a la pintura del segle xv; les seves obres són part dels antecedents més directes del nou enfocament espacial i de la llum que va aplicar Jean Fouquet i els flamencs a partir de Jan van Eyck. Un exemple de la influència sobre Van Eyck és L'Anunciació que es troba a Washington, on la ubicació del tema dins d'un temple es considera inspirat directament en una de les làmines d'aquest llibre d'hores.
També es considera que va influir sobre el francès Pere Niçard autor del retaule de sant Jordi, un encàrrec mallorquí que es conserva al museu diocesà de Palma. Niçard va treballar principalment al sud de França i podria haver conegut el llibre d'hores a l'època que el successor del mariscal es va traslladar a Avinyó.
Gràcies al descobriment de nous aglutinants, va poder disposar de colors més brillants, capaços de crear transparències (com l'utilitzat per als cels, on va ser el primer a fer esfumats esvaint-se fins a unir-se amb l'horitzó) i, alhora, aportar detalls de màxima precisió.
Una altra obra d'aquest mestre és el Barthélemy l'Anglais, le Livre des propriétés des choses, una traducció de 1372 d'una obra en anglès il·lustrada el 1410 pel mestre de Boucicaut.